# Bubble and Squeak
Pour les articles homonymes, voir Bubble and squeak.
Pour plus de détails, voir Fiche technique et Distribution.
Bubble and Squeak est un film américain écrit et réalisé par Evan Twohy et sorti en 2025. Il s'agit d'une adaptation de la pièce de théâtre, également écrite par Evan Twohy.
Le long métrage met en scène Himesh Patel, Sarah Goldberg, Steven Yeun et Dave Franco. Il est présenté en avant-première au festival du film de Sundance 2025.

## Synopsis
Un jeune couple marié est poursuivi par un agent des frontières qui les soupçonne de trafic de choux, dans un pays où c'est interdit.

## Fiche technique
Sauf indication contraire, les informations mentionnées dans cette section peuvent être confirmées par les bases de données cinématographiques IMDb et Allociné,  présentes dans la section « Liens externes ».
- Titre original : Bubble & Squeak
- Titre français : Bubble and Squeak
- Réalisation et scénario : Evan Twohy
- Musique : Brad Oberhofer
- Photographie : Anna Smoronová
- Montage : Sara Shaw
- Costumes : Frank Gallacher
- Production : Steven Yeun et Christina Oh
- Sociétés de production : Celadon Pictures, American Light & Fixture et Three Brothers
- Distribution : N/A
- Pays de production :  États-Unis
- Langue originale : anglais
- Format : couleur
- Genre : drame
- Durée : 95 minutes
- Dates de sortie[2] :
  - États-Unis : 24 janvier 2025 (festival de Sundance)

## Distribution
- Himesh Patel : Declan
- Sarah Goldberg : Delores
- Steven Yeun : Bkofl
- Dave Franco : Norman
- Matt Berry : Shazbor
- Ursel Tilk : l'officier
- Jaak Prints : Yaroslav
- Inga Salurand : Jelena
- Zoë Chao : Rhonda

## Production
Le film est écrit et réalisé par Evan Twohy à partir de sa propre pièce de théâtre. Le scénario figure sur la Black List des meilleurs scénarios encore non produits en décembre 2020. Il est produit par Christina Oh et Steven Yeun.
Sarah Goldberg, Himesh Patel, Steven Yeun, Matt Berry et Dave Franco sont les principaux acteurs,. Le casting comprend également Ursel Tilk, Jaak Prints et Inga Salurand.
Le tournage a lieu en Estonie.

## Sortie et accueil
Le film est présenté en avant-première le 24 janvier 2025 au festival de Sundance).
Sur le site d'agrégation de critiques Rotten Tomatoes, le film obtient 35% d'avis favorables, pour 26 critiques. Sur le site Metacritic, qui utilise une moyenne pondérée, le film obtient la note de 38⁄100 pour 9 critiques.